# Krzysztof Kurek
Krzysztof Kurek (ur. 25 lipca 1970 w Gnieźnie) – polski historyk teatru, profesor nauk humanistycznych.

## Życiorys
Od końca lat 80. jest związany z Uniwersytetem im. Adama Mickiewicza w Poznaniu, gdzie w 1994 ukończył filologię polską. W 1999 obronił rozprawę doktorską, uzyskując stopień doktora nauk humanistycznych w zakresie literaturoznawstwa, a w 2009 habilitował się rozprawą Teatr i miasto. Historia sceny polskiej w Poznaniu w latach 1782–1849. 2 lutego 2024 Prezydent RP nadał mu tytuł profesora nauk humanistycznych w dyscyplinie nauki o kulturze i religii.
Pracuje na stanowisku profesora na Wydziale Antropologii i Kulturoznawstwa Uniwersytetu im. Adama Mickiewicza w Poznaniu, pełni tam funkcję kierownika w Katedrze Teatru i Sztuki Mediów.
Był zawodowo związany z Teatrem Polskim w Poznaniu – jako sekretarz literacki (1993–1996) oraz kierownik literacki (2000–2002). Uczestniczył w ogólnopolskim programie Akademia „Artes Liberales”. Od 2002 do 2021 współtworzył Komitet Okręgowy Olimpiady Literatury i Języka Polskiego w Poznaniu, za co w czerwcu 2022 został odznaczony Medalem Komisji Edukacji Narodowej. W latach 2015–2017 kierował pracami Wydawnictwa Poznańskiego Towarzystwa Przyjaciół Nauk.
Jego zainteresowania badawcze koncentrują się wokół historii dramatu i teatru od XVII do XIX wieku, polskiej recepcji twórczości Williama Szekspira, a także dziejów Poznania i Wielkopolski. Ważnym nurtem jego dokonań są edycje źródeł do historii teatru polskiego. Opublikował m.in. nieznane świadectwa dotyczące widowisk jezuickich w XVII i XVIII stuleciu, materiały dokumentujące związki Heleny Modrzejewskiej z Poznaniem, a także kilka pozostających w rękopisie i szerzej nieznanych XIX-wiecznych tekstów dramatycznych. Jako autor haseł współpracował m.in. z Polskim słownikiem biograficznym, Słownikiem biograficznym teatru polskiego oraz internetową Encyklopedią teatru polskiego. Prowadzi badania związane z historią widowisk cyrkowych na ziemiach polskich w XIX wieku. Od 2015 członek Komisji Historycznej Teatru Polskiego w Poznaniu. Jest członkiem Poznańskiego Towarzystwa Przyjaciół Nauk oraz Polskiego Towarzystwa Badań Teatralnych.

## Wybrane publikacje
- Polski Hamlet. Z historii idei i wyobraźni narodowej, Wydawnictwo „Poznańskich Studiów Polonistycznych”, Poznań 1998
- Teatr i miasto. Historia sceny polskiej w Poznaniu w latach 1782–1849, Wydawnictwo Naukowe UAM, Poznań 2008[19]
- Teatry polskie w Poznaniu w latach 1850–1875. Repertuary, artystyczne idee, polityczne konteksty, Wydawnictwo Naukowe UAM, Poznań 2013[20]
- Słowacki teatralny, pod red. i ze wstępem K. Kurka, Wydawnictwo Naukowe UAM, Poznań 2006
- Wojciech Bogusławski – ojciec teatru polskiego, red. naukowa i wstęp K. Kurek, Wydawnictwo Naukowe UAM, Poznań 2009
- Twierdza i teatr. Księga jubileuszowa Teatru Polskiego w Poznaniu 1875–2000, pod. red. K. Kurka, Teatr Polski w Poznaniu, Poznań 2000
- Ko-mediana. Prace ofiarowane Profesor Dobrochnie Ratajczakowej, pod red. E. Guderian-Czaplińskiej i K. Kurka, Wydawnictwo „Poznańskie Studia Polonistyczne”, Poznań 2013
- Dzieje Gniezna – pierwszej stolicy Polski, red. Józef Dobosz, Wyd. Prezydent Gniezna i Rada Powiatu Gnieźnieńskiego, Gniezno 2016, ISBN 978-83-63047-99-3 (tu autorstwo rozdziałów: Kultura piśmiennicza w X i początkach XI wieku, s. 85–91; Kultura piśmiennicza – od tzw. Drugiej monarchii piastowskiej do schyłku wieków średnich, s. 195–206; Kultura piśmiennicza i widowiska wczesnonowożytnego Gniezna, s. 319–326; Piśmiennictwo, prasa, działalność wydawnicza i teatr w latach 1793–1918, s. 437–473; Życie kulturalne w latach 1918–1945, s. 633–653; Rozwój prasy i formy życia kulturalnego w Gnieźnie od 1945 do lat 90. XX wieku, s. 706–732; Kalendarium i częściowa rekonstrukcja repertuaru występów gościnnych polskich, zawodowych zespołów teatralnych w Gnieźnie (w latach 1816–1935), s. 733–774)
- Teatralne przyjemności. Prace ofiarowane Profesor Elżbiecie Kalembie-Kasprzak, pod. red. E. Guderian-Czaplińskiej i K. Kurka, Wydawnictwo „Poznańskie Studia Polonistyczne”, Poznań 2017
- Widowiska poznańskie. Studia z historii teatru, dramatu i miasta, Wydawnictwo „Poznańskie Studia Polonistyczne”, Poznań 2018[21]
- Teatr poznański w podróży (1870–1900). Repertuary występów i źródła do dziejów sceny polskiej w zaborach pruskim i rosyjskim, Wydawnictwo Poznańskiego Towarzystwa Przyjaciół Nauk, Poznań 2019[22]
- Okolice widowisk. Studia i szkice, Wydawnictwo Nauk Społecznych i Humanistycznych UAM, Poznań 2021[23]
- Podróżować, mieszkać, odejść… Pamięci Ewy Guderian-Czaplińskiej, red. B. Koncewicz, K. Krzak-Weiss, K. Kurek, A. Mądry, Wydawnictwo „Poznańskie Studia Polonistyczne”, Poznań 2021
- Nowe światy. Sztuki performatywne jako polityczne przestrzenie konfliktu, dialogu i troski, redakcja naukowa K. Kurek, M. Rewerenda, A. Siwiak, Wydawnictwo Nauk Społecznych i Humanistycznych UAM, Poznań 2022 (tu m.in. artykuł K. Kurka pt. „Bracia z nieprzyjacielem prawa podzielili…” Kilka uwag na temat pewnego happeningu, imaginarium zdrady oraz mechanizmów politycznej debaty we współczesnej Polsce, s. 87–110[24])
- Cyrk Alberta Salamońskiego w Warszawie (1872–1887). Historia, źródła, konteksty, Instytut Teatralny im. Zbigniewa Raszewskiego, Warszawa 2023, ss. 230 (ISBN 978-83-67682-20-6)